# Pavel Sedláček (Musiker)
Pavel Sedláček (* 4. Juli 1941 in Prag) ist ein tschechischer Rocksänger, -gitarrist und -komponist, der zusammen mit Miki Volek die Rockszene in der Tschechoslowakei – insbesondere in den 1960er Jahren – wesentlich prägte und ihr zum Durchbruch verhalf.

## Leben und Karriere
Sedláček absolvierte eine technische Ausbildung an der Tschechischen Technischen Universität Prag. Fünfzehnjährig begann er Gitarre zu spielen, gewann mit Bill Haleys Rock Around The Clock einen Talentwettbewerb und gründete 1957 seine erste eigene Band. 1959 war er mit Elvis Presleys Jailhouse Rock Preisträger eines weiteren Talentwettbewerbs in Prag. Im gleichen Jahr gründete er mit Kommilitonen (darunter Pavel Chrastina, Petr Kaplan, Ladislav Štaidl, Jan A. Pacák, Jaromír Klempíř und Miloslav Růžek) die „Studiengruppe Big Beat“, aus der die Gruppe EP Hi-fi hervorging.
1962 holte ihn Jiří Suchý zum Theater Semafor, einer damals sehr populären Prager Kleinkunstbühne. Dort trat er in mehreren Stücken auf und traf die Sängerin Eva Pilar, mit der er Hey Paula sang und die seine engste Freundin wurde. Im Prager Klub Olympik spielte er die Hauptrolle in der Musikkomödie Proces s Bigbeatovým králem, und der Regisseur Vladimir Svitáček bot ihm eine kleine Rolle in dem Film Kdyby tisíc klarinetů an. Mit Jiří Šlitr komponierte er den Song Život, der als B-Seite einer Aufnahme von Karel Gott bei Supraphon erschien.
Bei einer Tournee des Semafor kaufte Sedláček in Westberlin ein Auto, das er unter Umgehung der fast unüberwindlichen bürokratischen Vorschriften in die Tschechoslowakei brachte. Er wurde daraufhin wegen Devisenvergehens zu 18 Monaten Haft verurteilt (die wegen guter Führung auf die Hälfte reduziert wurde) und danach zur Bewährung in den Produktionsbereich als Bergmann in eine Mine geschickt.
Von 1965 bis 1967 war Sedláček Mitglied der Gruppe Apollo. 1967 trat er am Musiktheater Karlin in Bohuslav Ondráčeks Musical Gentlemani auf. Im Fernsehen wirkte er im gleichen Jahr in der Serie Píseň pro Rudolfa III. mit. Von 1973 bis 1975 gehörte er der Gruppe Fontána an, ab 1976 war er Mitglied der Gruppe Kroky von Zdeněk Kalhouse. 1977 und 1980 nahm er an Rockkonzerten in Bratislava, Brünn, Pilsen und Prag teil. In den 1980er Jahren absolvierte er eine gastronomische Ausbildung. Neben seiner Tätigkeit in der Gastronomie spielte er in der Gruppe Gram, dann in der Gruppe Cadillac (mit Václav Šimeček und Richard Mareš, Jiří Mach, Petr Hornych, Václav Kroupa, Vladimír Secký und Miloslav Růžek).